# Charles Mangin
Charles Mangin, francoski general, * 6. julij 1866, † 12. maj 1925.
Najbolj je znan kot zagovornik uporabe kolonialnih vojaških enot iz Severne Afrike na evropskih bojiščih prve svetovne vojne. Zaradi sloga poveljevanja in velikih izgub, ki so jih doživele enote pod njegovim poveljstvom, se ga je prijel vzdevek mesar.